# Dragon (Zweiの曲)
「Dragon」(ドラゴン)はZweiの4枚目のシングル。

## 内容
作曲に大島こうすけを迎えた表題曲は、は中京テレビ制作・日本テレビ系『サルヂエ』エンディングテーマ、カップリングの「太陽が見てる場所」は同系『女優魂』8月度エンディングテーマにそれぞれ起用された。

## 収録曲
1. Dragon
作詞：佐々木美和・Ryuta Kinoshita　作曲：大島こうすけ　編曲：大島こうすけ・Ryuta Kinoshita
2. 太陽が見てる場所
作詞：NICK SOUTER・高柳恋　作曲：NICK WOOD　編曲：NICK WOOD・Michael Becker
3. Dragon(inst.)